# Yanase inc.
Yanase & Co., Ltd. (株式会社ヤナセ, Kabushiki gaisha Yanase) — дилерский центр по розничным продажам новых европейских и североамериканских автомобилей, а также подержанных японских автомобилей. Входит в группу Itochu. По состоянию на 2002 год компания Yanase обладала правами эксклюзивного розничного продавца автомобилей Mercedes-Benz, Volkswagen, Audi, BMW, Volvo, Saab, Cadillac, Chevrolet, Chrysler, Jeep, Dodge и Smart для японских потребителей.
В настоящее время компания Yanase имеет 174 автосалона по продажам новых автомобилей в Японии и 31 автосалон, каждый из которых продаёт подержанные автомобили под прямым управлением. Существует родственная компания или дочерняя организация, занимающаяся импортными автомобилями определённой марки, в том числе в сельской местности.
25 мая 2015 года сеть автосалонов Yanase отметила своё 100-летие.

## История

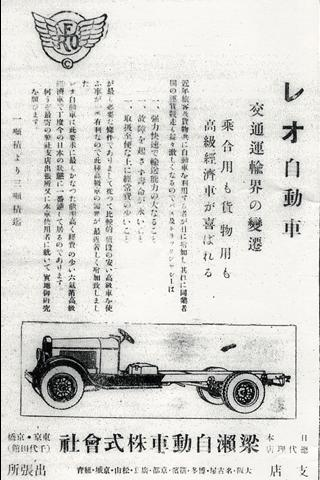
Реклама REO в Yanase, 1929 год

Компания Yanase была основана Тётаро Янасэ (Chotarō Yanase) в Хибии, Токио, в 1915 году как производитель грузовиков и автобусов, входящий в группу Mitsui Group. К 1920 году компания стала импортёром продукции General Motors, в первую очередь Buick и Cadillac. Основатель компании, Янасэ, родился в деревне Тоёока (ныне Такасаки), Усуи, Гумма, Япония 5 декабря 1879 года и умер 11 июля 1956 года. Он был выпускником Токийской коммерческой средней школы, ранее посещал Токийскую столичную среднюю школу в Хибии. После окончания Токийской коммерческой высшей школы в 1904 году он работал в компании Mitsui OSK Shipping Lines, которая ранее была известна как Osaka Shipping. Когда Янасэ вместе с Mitsui основал компанию по импорту, он также импортировал нефтепродукты. Отдел по производству минеральных масел получил название Yanase Shoji Co. Ltd., в то время как отдел по импорту автомобилей, где Янасе занимал пост президента, получил название Yanase Automobile Co. Ltd. Автомобильный бизнес находился под угрозой банкротства вплоть до Великого землетрясения Канто в 1923 году, когда компания Yanase сыграла важную роль в импорте грузовиков General Motors GMC для помощи в восстановлении после стихийных бедствий и продолжала поставлять автомобили по мере восстановления транспортной инфраструктуры. Янасе был за границей в командировке, и когда он узнал, что на родине произошло землетрясение, он немедленно экспортировал в Японию 2000 грузовиков Chevrolet Superior для помощи в восстановительных работах. Компания Yanase также импортировала автомобили и шасси REO Motor Car Company.
После Второй Мировой войны Янасэ возобновил импортные операции, продавая Cadillac, Mercedes-Benz и Volkswagen под руководством своего сына Дзиро. Дзиро Янасэ (Jiro Yanase) родился 28 июня 1916 года и умер 13 марта 2008 года. В 2001 году он был приглашён в Зал славы японской автомобильной промышленности, а в 2004 году — в Североамериканский автомобильный зал славы за вклад в создание японской автомобильной промышленности. Он учился в средней школе Кэйо и, окончив Университет Кэйо в 1939 году по специальности «Экономика», вскоре начал работать в компании своего отца, занимая должность в совете директоров в 1941 году. С 1945 по 1948 год Дзиро был генеральным директором компании Yanase, а с 1985 года он был председателем компании.
Ввиду того, что автомобили импортировались, компания Yanase имела репутацию производителя больших люксовых автомобилей, поскольку европейские и североамериканские автомобили не соответствовали японским правительственным нормам в отношении внешних размеров и объёма двигателя. Поэтому автомобили, импортируемые компанией Yanase, облагались налогом за их большие размеры. Встреча с премьер-министром Японии Сигэру Ёсида (1946—1947 и 1948—1954) убедила Дзиро Янасэ в том, что импортные автомобили должны продаваться как предмет роскоши, что сделало импортные автомобили дороже японских автомобилей отечественного производства, тем самым позволив японским компаниям продавать свою продукцию, которая стоила дешевле, чем импортные автомобили. В период экономического роста, начавшийся в начале 1970-х годов, дилерские центры Yanase развивались по всей Японии. В 1985 году стандарты импорта были смягчены, чтобы разрешить импорт леворульных автомобилей в Японию, поскольку японские автомобили, выпускаемые для отечественного рынка, являются праворульными.
В 1992 году европейские и североамериканские компании, продукцию которых импортировала компания Yanase, захотели напрямую импортировать автомобили в Японию. С 2000 года GM, Volkswagen и Audi напрямую импортируют автомобили, но позволяют продавать свою продукцию в дилерских центрах Yanase. В 2005 году Mercedes-Benz, Volvo и BMW заключили аналогичные соглашения с Yanase. Поэтому Yanase сосредотачивается на своей европейской и американской сети автосалонов, сталкиваясь с новыми конкурентами, такими как Seibu Department Stores.
Yanase также продаёт поддержанные автомобили в Северной Америке и Европе через свои дилерские центры «Brand Square» по всей Японии.

## Транспортные средства, продаваемые в настоящее время в Японии
- Mercedes-Benz
- Smart
- BMW (автомобили и мотоциклы)
- Volkswagen (1953—1992, 2005 ~ )
- Audi (1967—1992, 2002 ~ )
- Cadillac
- Chevrolet
- Porsche (2018 ~ )
- Hongqi (2021 ~ )
- BYD (2022 ~ )
- Ferrari (2024 ~ )
- Zeekr (2025 ~ )

## Транспортные средства, ранее продававшиеся в Японии
- Prince Motor Company (до слияния с Nissan в 1966 году)
- Isuzu
- Buick
- Pontiac
- Saturn
- Oldsmobile
- Vauxhall
- Opel (1993—2006)
- Hummer
- Saab (1997—2011)
- Renault (1994—2000, дочерняя компания Yanase, принадлежащая France Motors, была импортирована и продана. После приобретения Nissan компанией Renault в 1999 году компания Yanase расторгла лицензионный контракт с Renault весной 2000 года, и Nissan стал единственным лицензиатом, поэтому продажи были переданы дилерским центрам Nissan Red Stage. Renault Japon Co., Ltd. в настоящее время является дочерней компанией Nissan)
- Dodge
- Volvo Cars
- Chrysler
- Jeep